# Thalassocypria vavrai
Thalassocypria vavrai is een mosselkreeftjessoort uit de familie van de Candonidae. De wetenschappelijke naam van de soort is voor het eerst geldig gepubliceerd in 1975 door Keyser.